# Le Vignau
Vignau – miejscowość i gmina we Francji, w regionie Nowa Akwitania, w departamencie Landy.
Według danych na rok 1990 gminę zamieszkiwało 391 osób, a gęstość zaludnienia wynosiła 35 osób/km² (wśród 2290 gmin Akwitanii Vignau plasuje się na 800. miejscu pod względem liczby ludności, natomiast pod względem powierzchni na miejscu 988.).